# سیمون کیرلیان
سیمون کیرلیان (ارمنی: Սիմոն Կիրլյան؛ روسی: Семён Давидович Кирлиан؛ زاده ۲۰ فوریه ۱۸۹۸ - درگذشته ۴ آوریل ۱۹۷۸) مخترع و پژوهشگر ارمنی‌تبار اهل روسیه بود که با همسرش والنتینا خریسانوفنا عکاسی کیرلیان را اختراع و توسعه داد.
وی در سال ۱۹۳۰ با والنتینا خریسانوفنا ازدواج کرد